# Pectinaria nana
Pectinaria nana är en ringmaskart som beskrevs av Elise Wesenberg-Lund 1949. Pectinaria nana ingår i släktet Pectinaria och familjen Pectinariidae. Inga underarter finns listade i Catalogue of Life.